# Janine Hendy
Janine Hendy conosciuta anche come Jannin Hendy o Jenny Hendy (...) è un'attrice italiana.
Attrice conosciuta per Le gladiatrici (1963), Maciste, l'uomo più forte del mondo (1961), e Taur, il re della forza bruta (1963) tutti diretti da Antonio Leonviola.

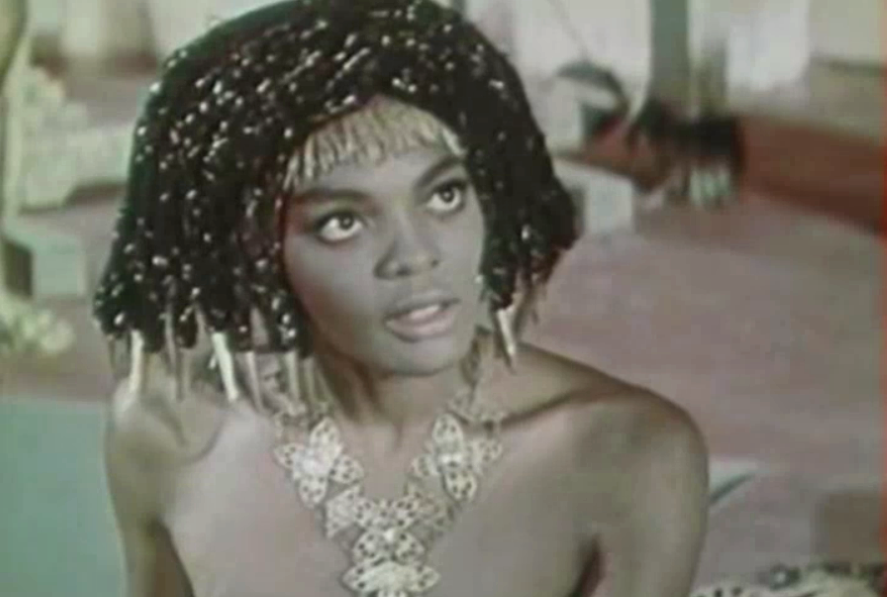
Janine Hendy in una scena del film Maciste l'uomo più forte del mondo (1961) regia di Antonio Leonviola

## Biografia
Sin dal 1960 la gran parte dei film di Janine Hendy è sul genere storico come Le gladiatrici (1963) e Taur, il re della forza bruta (1963), entrambi diretti da Antonio Leonviola. Sul giornale La Stampa del 30 maggio 1962 appare una fotografia di Janine Hendy mentre si esibisce in un night-club di Roma dichiarandola la cugina del cantante Harry Belafonte. Sempre sul giornale La Stampa del 18 settembre del 1962 c'è un articolo intitolato Sono tutti artisti i "negri di Roma" in cui dice, che Janine Hendy e la sorella Gloria Hendy, cugine di Harry Belafonte sono native dei Caraibi.
Entrambe hanno recitato in Robin Hood e i pirati (1960) regia di Giorgio Simonelli e Maciste, l'uomo più forte del mondo (1961) regia di Antonio Leonviola. 
Janine Hendy fondò nel 1964 la Hendy (presente a Roma con due negozi), azienda nel settore dell'antiquariato specializzata in manufatti, sculture africane, pop art e in forniture di ville per set cinematografici.
Nel 1964 partecipò a una puntata del programma Rai Specchio segreto. 
Nel 1965 sposò l'attore e giornalista Carlo Mazzarella, dal quale ebbe un figlio nel 1964.

## Filmografia
- I baccanali di Tiberio, regia di Giorgio Simonelli (1960)
- Messalina Venere imperatrice, regia di Vittorio Cottafavi (1960)
- Robin Hood e i pirati, regia di Giorgio Simonelli (1960)
- I mongoli, regia di André De Toth, Leopoldo Savona e Riccardo Freda (1961)
- Maciste l'uomo più forte del mondo, regia di Antonio Leonviola (1961)
- Che femmina!! e... che dollari!, regia di Giorgio Simonelli (1961)
- Lasciapassare per il morto, regia di Mario Gariazzo (1962)
- I tre nemici, regia di Giorgio Simonelli (1962)
- Le ore dell'amore, regia di Luciano Salce (1963)
- Taur, il re della forza bruta, regia di Antonio Leonviola (1963)
- Le gladiatrici, regia di Antonio Leonviola (1963)
- Quarta parete, regia di Adriano Bolzoni (1968)
- La pecora nera, regia di Luciano Salce (1968)